# The Doors (film)
The Doors – film produkcji amerykańskiej w reżyserii Olivera Stone’a z 1991 roku. Opowiada on o życiu popularnego poety, lidera i wokalisty zespołu The Doors, Jima Morrisona. W postać Morrisona wcielił się Val Kilmer, który zaśpiewał również wszystkie partie wokalne. Film skrytykowało wiele osób w nim przedstawionych, m.in. Ray Manzarek, współzałożyciel The Doors.

## Obsada
- Val Kilmer – Jim Morrison
- Meg Ryan – Pamela Courson
- Kyle MacLachlan – Ray Manzarek
- Frank Whaley – Robby Krieger
- Kevin Dillon – John Densmore
- Michael Wincott – Paul Rothchild
- Michael Madsen – Tom Baker
- Josh Evans – Bill Siddons
- Dennis Burkley – Pies
- Billy Idol – Kot
- Kathleen Quinlan – Patricia Kennealy
- John Densmore – inżynier nagrań – ostatnia sesja
- Sean Stone – Młody Jim Morrison
- Wes Studi – Indianin na pustyni
- Mimi Rogers – fotograf prasowy
- Jennifer Rubin – Edie
- Josie Bissett – dziewczyna Robby’ego Kriegera
- Jennifer Tilly – mieszkanka Oklahomy
- Costas Mandylor – włoski hrabia
- Crispin Glover – Andy Warhol
- Karina Lombard – aktorka Andy’ego Warhola
- Titus Welliver – używający gazu łzawiącego przeciwko policjantom
- Rodney A. Grant – bywalec Barney’s
- Debi Mazar – dziewczyna od whisky
- Mark Moses – Jac Holzman
- Robby Krieger – facet z obsługi technicznej
- Oliver Stone – profesor na wydziale filmowym UCLA

W filmie zagrała też Patricia Kennely-Morrison. Udzielała ślubu filmowej parze, Patricii i Jimowi.